# Veronica lanuginosa
Veronica lanuginosa är en grobladsväxtart som beskrevs av George Bentham och Joseph Dalton Hooker. Veronica lanuginosa ingår i släktet veronikor, och familjen grobladsväxter. Inga underarter finns listade i Catalogue of Life.